# Транспорт Гренландії
Транспорт Гренландії представлений автомобільним , повітряним , водним (морським) , у населених пунктах та у міжміському сполученні громадський транспорт пасажирських перевезень не розвинений, лише туристичні екскурсійні перевезення . Площа країни дорівнює 2 166 086 км² (12-те місце у світі). Форма території країни — трикутникоподібна, видовжена в меридіональному напрямку, вузькою частиною звернена на південь; максимальна дистанція з півночі на південь — 2690 км, зі сходу на захід — 1300 км. Географічне положення Гренландії дозволяє контролювати транспортні шляхи в північній Атлантиці між Європою та Північною Америкою; морські проходи з Атлантики до Гудзонової затоки, Північного Льодовитого океану Північно-Західним проходом через море Баффіна та Данською протокою до Гренладського моря; повітряні маршрути між Євразією та Америкою через Північний полюс.

## Автомобільний
Автомобільні шляхи в країні представлені короткими шляхами сполучення між окремими об'єктами в містах. Між містами дороги відсутні, використовується морський, повітряний і мотосанний транспорт.

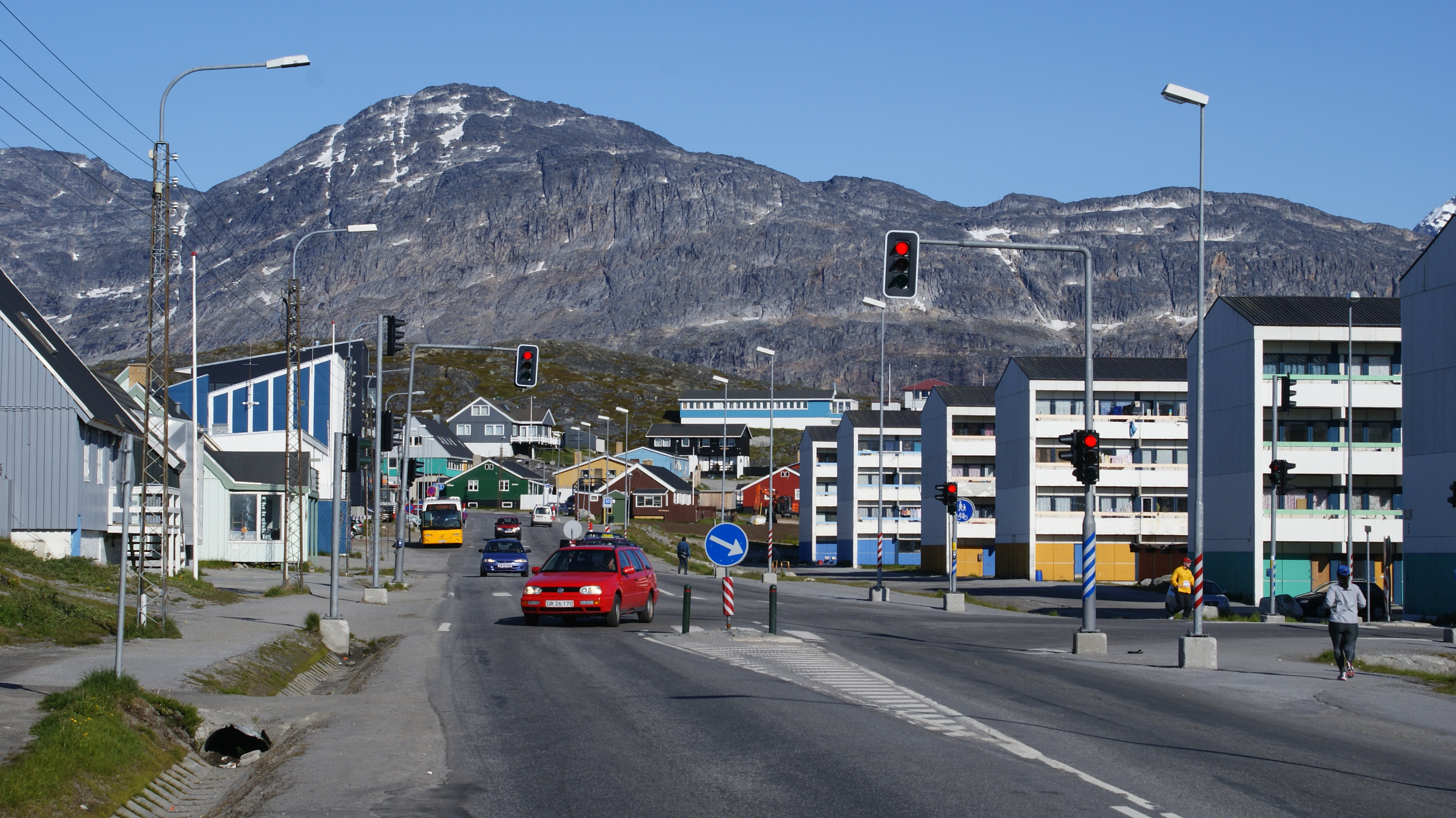
Вуличний трафік у Нууці
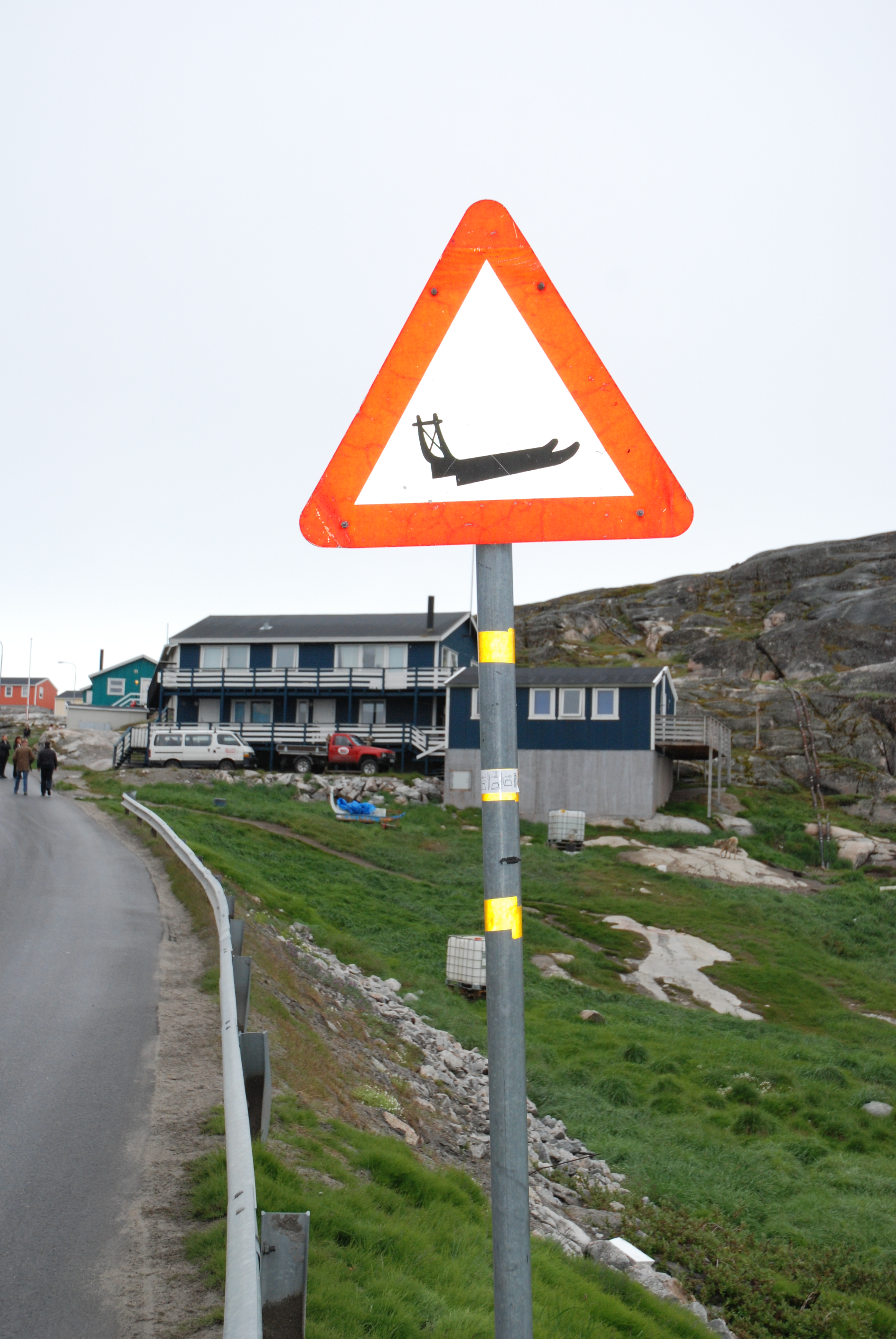
Типовий попереджувальний дорожній знак

## Повітряний
У країні, станом на 2013 рік, діє 15 аеропортів (147-ме місце у світі), з них 10 із твердим покриттям злітно-посадкових смуг і 5 із ґрунтовим. Аеропорти країни за довжиною злітно-посадкових смуг розподіляються наступним чином (у дужках окремо кількість без твердого покриття):
- від 10 тис. до 8 тис. футів (3047-2438 м) — 2 (0);
- від 8 тис. до 5 тис. футів (2437—1524 м) — 1 (1);
- від 5 тис. до 3 тис. футів (1523—914 м) — 1 (2);
- коротші за 3 тис. футів (<914 м) — 6 (2)[1].

У країні, станом на 2015 рік, зареєстровано 1 авіапідприємство «Ейр Грінланд» (у Данії), яке оперує 8 повітряними суднами.

Авіасполучення в Гренландії
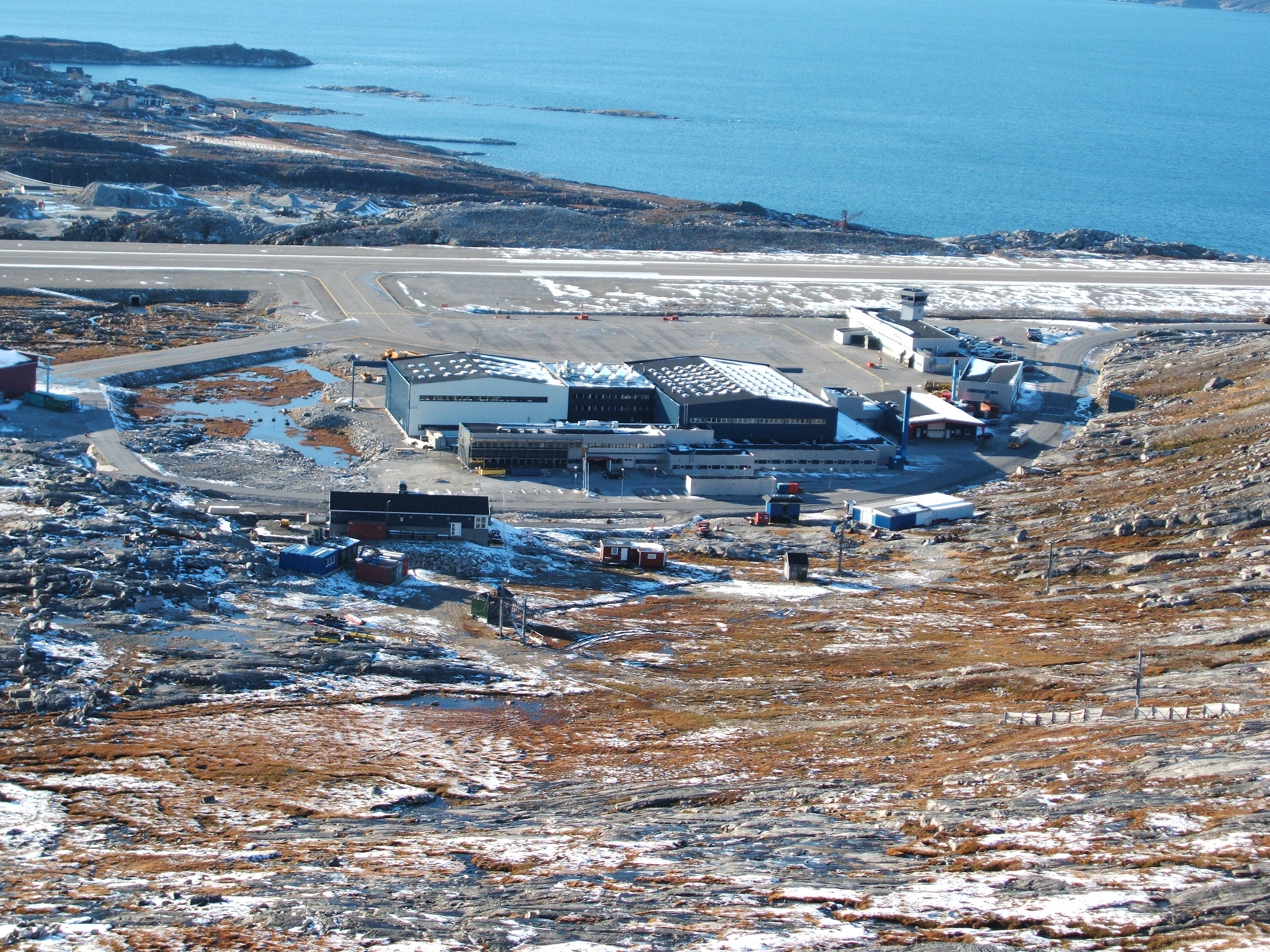
Аеропорт Нуука
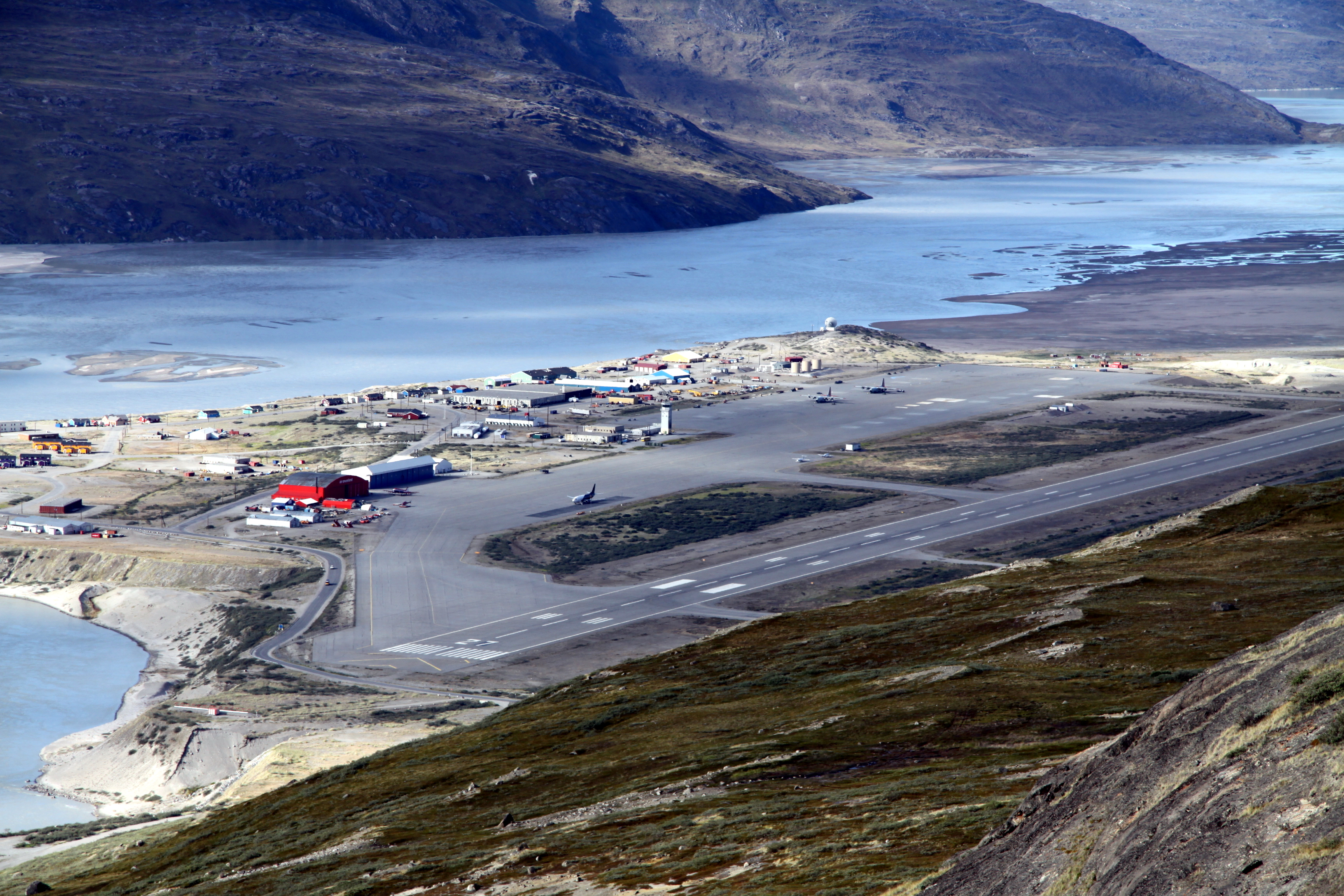
Аеропорт у Кангерлуссуаці
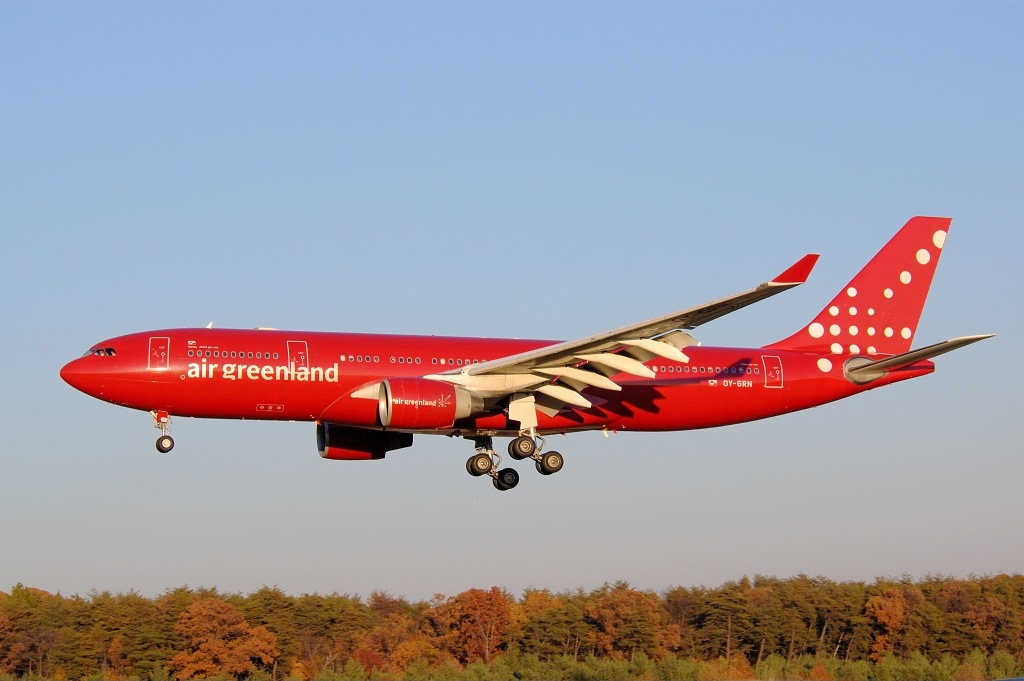
Аеробус А330 у лівреї авіакомпанії «Ейр Грінланд»

Гренландія не є членом Міжнародної організації цивільної авіації (ICAO). Згідно зі статтею 20 Чиказької конвенції про міжнародну цивільну авіацію 1944 року, Міжнародна організація цивільної авіації для повітряних суден країни, станом на 2016 рік, закріпила реєстраційний префікс — OY-H, заснований на радіопозивних, виділених Міжнародним союзом електрозв'язку (ITU). Аеропорти Гренландії мають літерний код ІКАО, що починається з — BG.

## Водний

### Морський
Головні морські порти країни: Сісіміут.

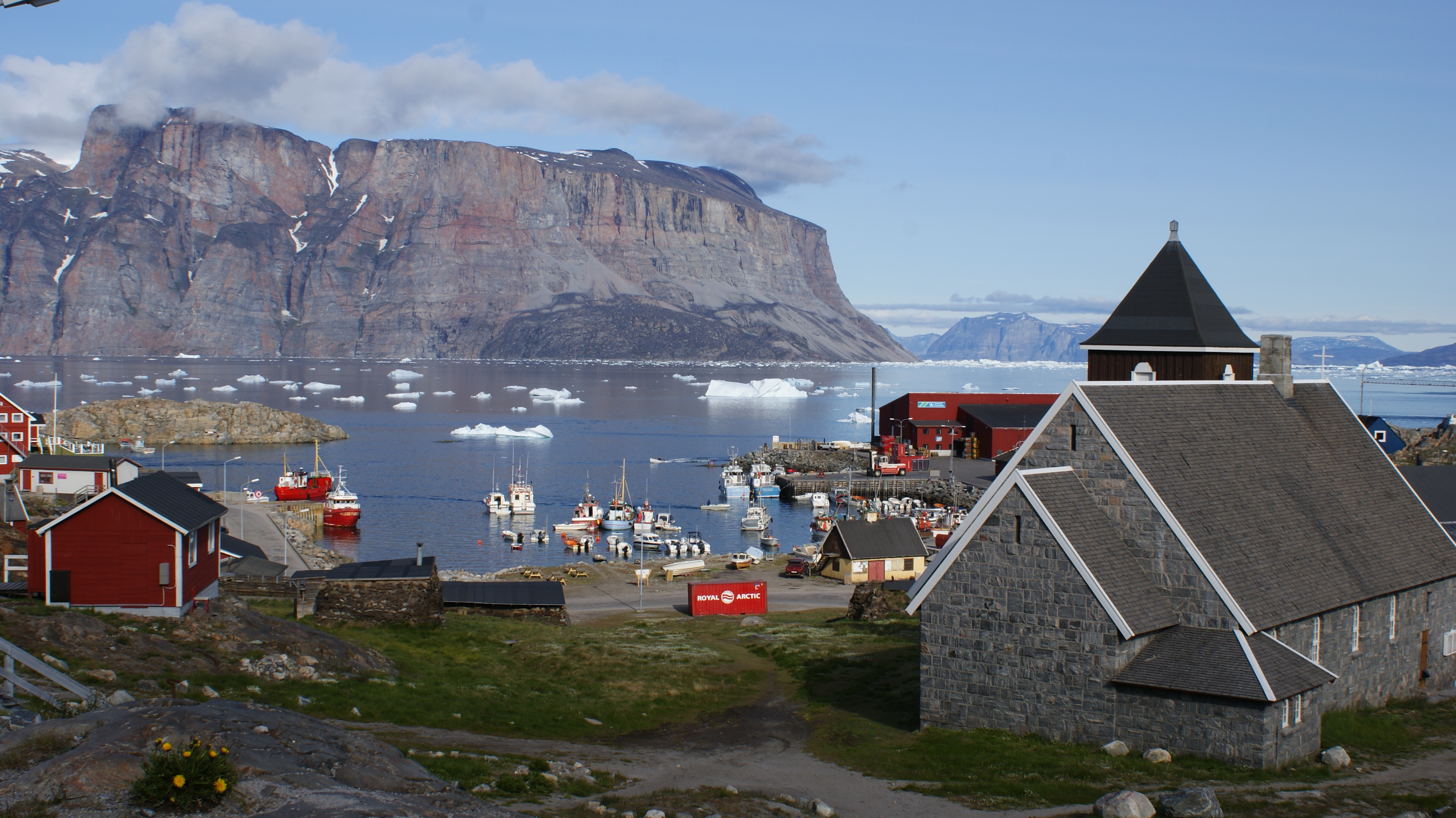
Морська гавань Уумманнака
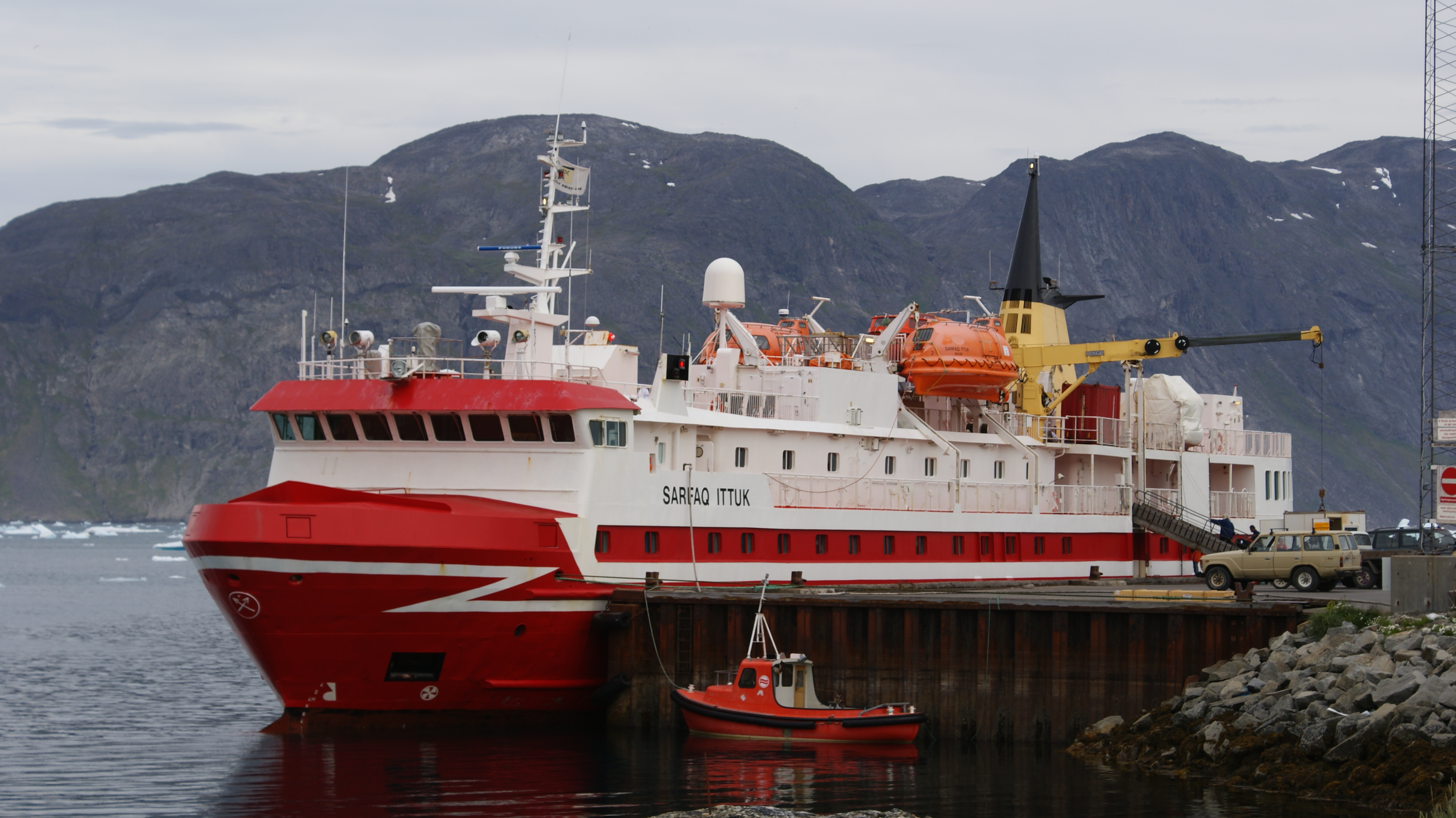
«Сарфак Іттук» на пірсі в Нарсаці
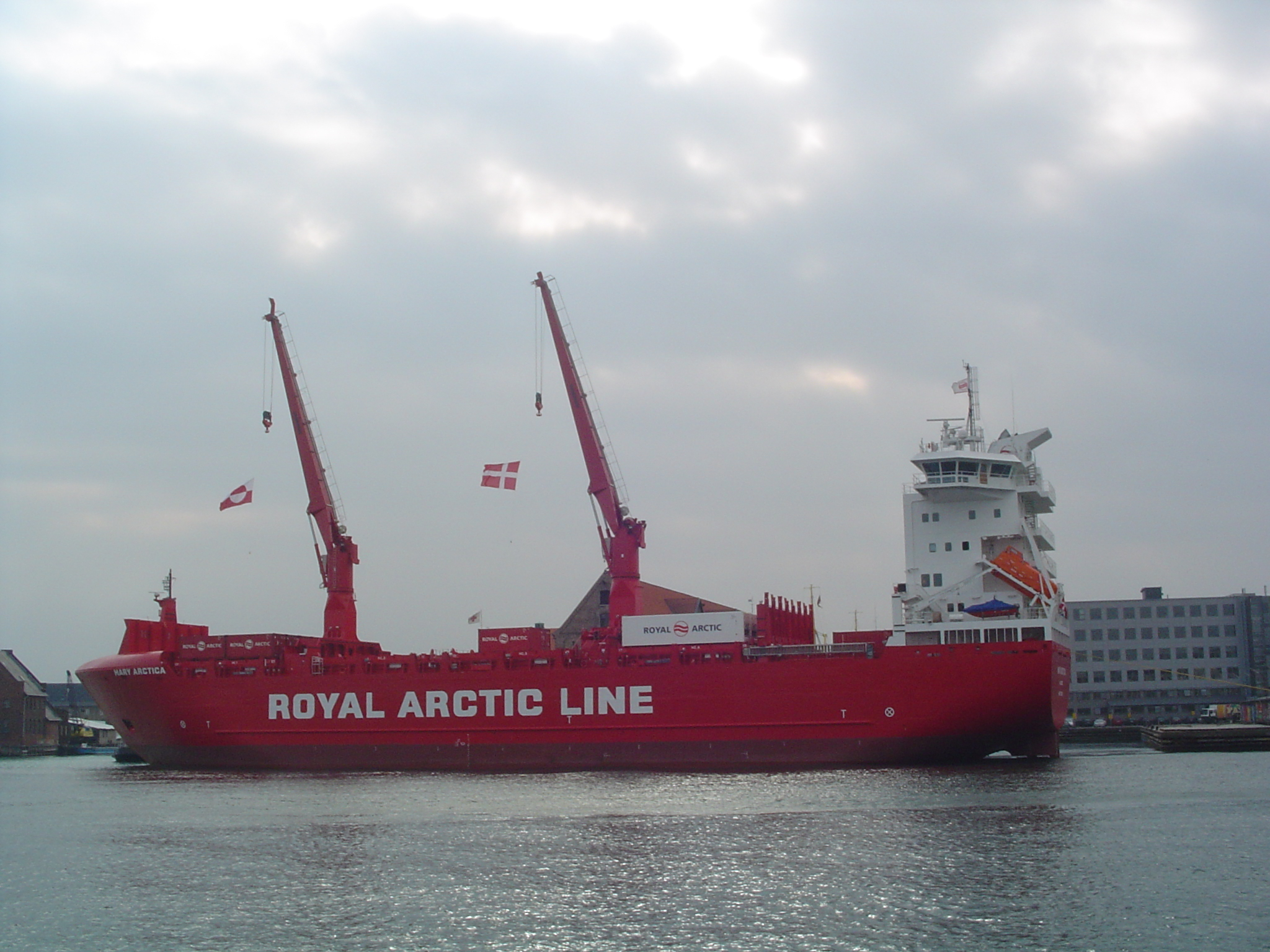
Контейнеровоз «Мері Арктика» у порту Копенгагена

Морський торговий флот країни, станом на 2010 рік, складався з 1 морського судна з тоннажем більшим 1 тис. реєстрових тонн (GRT) (156-те місце у світі),.
Станом на 2010 рік, кількість морських торгових суден, що зареєстровані під прапорами інших країн — 1 (Данії).

## Міський громадський

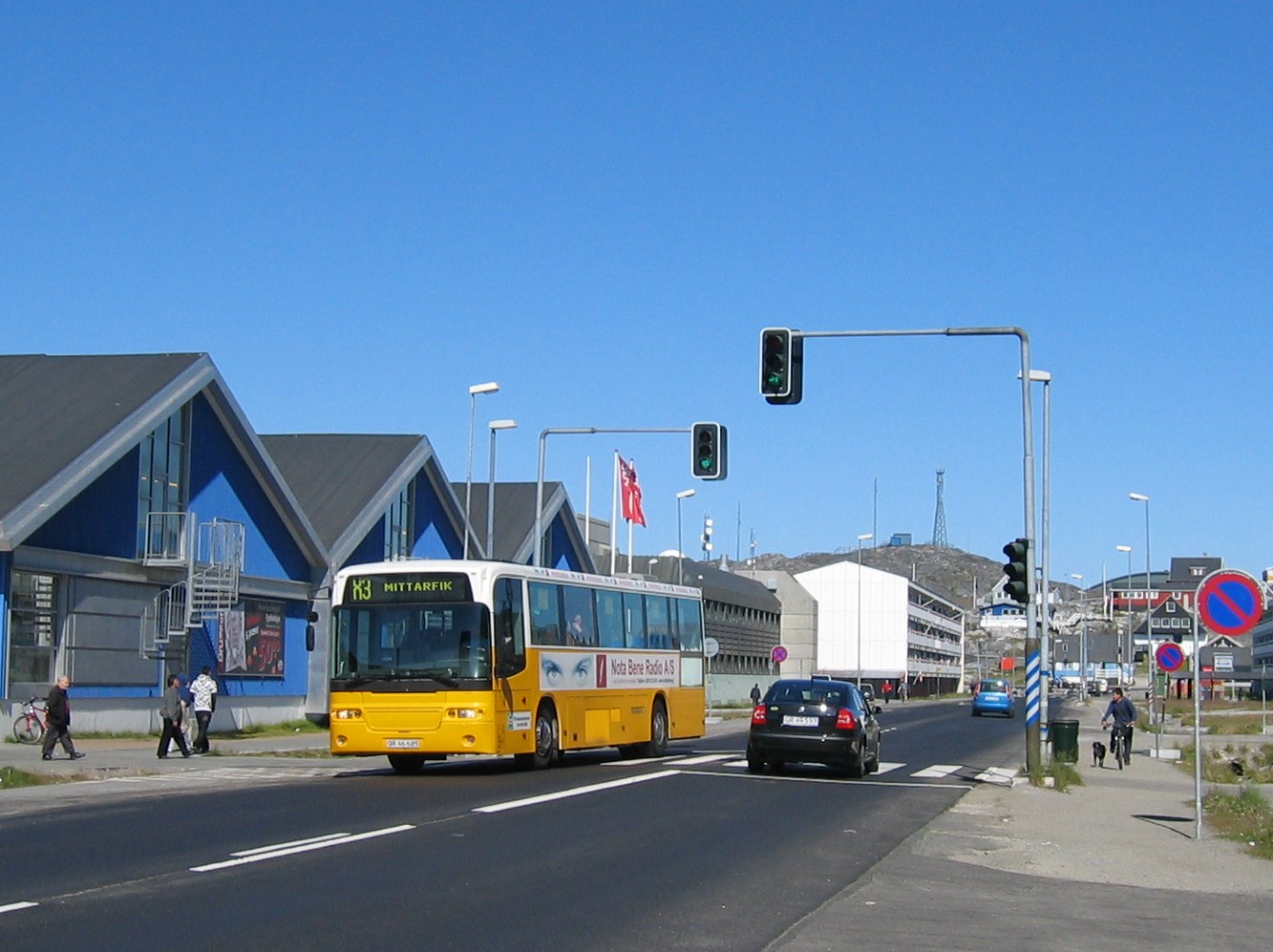
Автобус Нуука

## Державне управління
Данія здійснює управління транспортною інфраструктурою залежної країни через міністерство транспорту, будівництва та житла. Станом на 30 листопада 2016 року міністерство в уряді Ларса Люкке Расмуссена очолював міністр Оле Бірк Олесен.

### Українською
- Атлас. 10-11 клас. Економічна і соціальна географія світу / упорядники :  О. Я. Скуратович, Н. І. Чанцева. — К. : ДНВП «Картографія», 2010. — ISBN 978-966-475-639-3.
- Атлас світу / голов. ред. І. С. Руденко ; зав. ред. В. В. Радченко ; відп. ред. О. В. Вакуленко. — К. : ДНВП «Картографія», 2005. — 336 с. — ISBN 9666315467.
- Безуглий В. В. Економічна і соціальна географія зарубіжних країн : Навчальний посібник. — К. : ВЦ «Академія», 2007. — 704 с. — ISBN 978-966-580-239-6.
- Безуглий В. В., Козинець С. В. Регіональна економічна і соціальна географія світу : Навчальний посібник. — видання 2-ге, доп., перероб. — К. : ВЦ «Академія», 2007. — 688 с. — ISBN 966-580-144-9.
- Дахно І. І. Країни світу: Енциклопедичний довідник / І. І. Дахно, С. М. Тимофієв. — К. : Мапа, 2011. — 606 с. — (Бібліотека нового українця) — ISBN 978-966-8804-23-6.
- Дахно І. І. Економічна географія зарубіжних країн : навчальний посібник. — К. : Центр учбової літератури, 2014. — 319 с. — ISBN 978-611-01-0682-5.
- Дорошенко В. І. Географія транспорту : Навчальний посібник / В. І. Дорошенко, К. Д. Діденко. — К. : Київський нац. ун-т ім. Т. Шевченка, 2010. — 183 с. — ISBN 978-966-439-329-1.
- Дубович І. А. Країнознавчий словник-довідник. — 5-те вид., перероб. і доп. — К. : Знання, 2008. — 839 с. — ISBN 978-966-346-330-8.
- Економічна і соціальна географія країн світу : Навчальний посібник / За ред. С. П. Кузика. — Л. : Світ, 2002. — 672 с. — ISBN 966-603-178-7.
- Зарубіжна транспортна географія : навчальний посібник / уклад. : Петрашевський О. Л. и др. — К. : Національний транспортний університет, 2015. — 95 с. — ISBN 978-966-632-227-5.
- Кузик С. П., Книш М. М. Економічна і соціальна географія країн Америки : навч. посіб. — Л. : ЛНУ ім. Івана Франка, 1999. — 299 с. — ISBN 966-613-026-2.
- Юрківський В. М. Регіональна економічна і соціальна географія. Зарубіжні країни : Підручник. — К. : Либідь, 2001. — 416 с. — ISBN 966-06-0092-5.

### Англійською
- (англ.) Modern Transport Geography / Hoyle, B. and R. Knowles (eds). — Second Edition,. — London : Wiley, 1998.
- (англ.) Rodrigue, J-P. The Geography of Transport Systems. — Fourth Edition. — N. Y. : Routledge, 2017. — 440 с. — ISBN 978-1138669574.
- (англ.) Taaffe E. J., Gauthier H. L. and O'Kelly M. E. Geography of transportation. — Second Edition. — N. Y. : Prentice Hall, 1996. — ISBN 0-13-368572-1.
- (англ.) Black, W. Transportation: A Geographical Analysis. — N. Y. : Guilford, 2003.

### Російською
- (рос.) Максаковский В. П. Географическая картина мира. Книга I: Общая характеристика мира. — М. : Дрофа, 2008. — 495 с. — ISBN 978-5-358-05275-8.
- (рос.) Максаковский В. П. Географическая картина мира. Книга II: Региональная характеристика мира. — М. : Дрофа, 2009. — 480 с. — ISBN 978-5-358-06280-1.
- (рос.) Физико-географический атлас мира. — М. : Академия наук СССР и главное управление геодезии и картографии ГГК СССР, 1964. — 298 с.
- (рос.) Шаповал Н. С. Транспортная география и транспортные системы мира : учебное пособие. — К. : Центр учбової літератури, 2006. — 188 с. — ISBN 000-0000-00-4.
- (рос.) Экономическая, социальная и политическая география мира. Регионы и страны / под ред. С. Б. Лаврова, Н. В. Каледина. — М. : Гардарики, 2002. — 928 с. — ISBN 5-8297-0039-5.
- (рос.) Энциклопедия стран мира / глав. ред. Н. А. Симония. — М. : НПО «Экономика» РАН, отделение общественных наук, 2004. — 1319 с. — ISBN 5-282-02318-0.